# ریاض الصلح
ریاض الصلح (عربی: ریاض الصلح) (زاده ۱۸۹۴ – درگذشته ۱۹ ژوئیه ۱۹۵۱) اولین نخست‌وزیر لبنان بعد از استقلال، در سال ۱۸۹۴ در خانواده‌ای سرشناس از اهل سند در صیدا واقع در جنوب لبنان متولد شد. پدر وی رضا الصلح یک رهبر عربی و فرماندار نبتیه و صیدا بود که در سال ۱۹۱۵ پس از محاکمه توسط عثمانی‌ها به تبعید در آناتولی ترکیه فرستاده شد. ریاض نیز همراه پدرش به این تبعید رفت و تا سال ۱۹۱۸ در آنجا بود. ریاض الصلح نقش مؤثری در جدا شدن لبنان از سوریه ایفا کرد.

## فعالیت‌ها
ریاض بعد از پایان جنگ جهانی اول، در دمشق اقامت گزید و در حزب جوانان عرب که یک حزب مخفی بود به فعالیت پرداخت و بعد از اشغال سوریه توسط فرانسه در سال ۱۹۲۰ به مصر رفت. در سال ۱۹۳۵ به لبنان بازگشت و مدتی به عنوان وکیل به کار پرداخت و سپس وارد پارلمان شد. در سال ۱۹۴۳ به منصب نخست‌وزیری رسید و پیشنهاد تغییراتی در قانون اساسی که فرانسوی‌ها برای مقاصد استعماری وضع کرده بودند را داد که مورد تأیید بشاره الخوری رئیس‌جمهور لبنان نیز قرار گرفت. تصویب این تغییرات توسط پارلمان خشم فرانسوی‌ها را برانگیخت و موجب شد که او را دستگیر کنند.
ریاض الصلح دو دوره نخست‌وزیر لبنان بود دوره اول از ۲۵ سپتامبر ۱۹۳ تا ۱۰ ژانویه ۱۹۴۵ بود. او در سال ۱۹۴۳ به‌همراه بشاره الخوری رئیس‌جمهور یک پیمان ملی به‌مثابه چارچوب رسمی برای حل و صل اختلافات مذهبی در لبنان را به‌مورد اجرا گذاشت. بر اساس این پیمان رئیس‌جمهور از مسیحیان، نخست‌وزیر از اهل سنت و رئیس پارلمان از اهل تشیع خواه بود. او همچنین از ۱۴ دسامبر ۱۹۴۶ تا فوریه ۱۹۵۱ مجدداً نخست‌وزیر لبنان شد. وی در این دوره نقش مهمی در اعطای برتری کمیته سیاسی اتحادیه عرب به دولت فلسطین ایفا کرد.

## وفات
در تاریخ ۱۶ ژوئیه ۱۹۵۱ هنگامی که از اردن عازم بازگشت به لبنان بود مورد سوء قصد قرار گرفت و کشته شد.

## خانواده
دخترش موانا الصلح با شاهزاده طلال بن عبدالعزیز ازدواج کرد. از این سوی ریاض الصلح، پدربزرگ مادری شاهزادگان خالد بن طلال آل‌سعود، ولید بن طلال آل‌سعود و ریما بنت طلال آل‌سعود است.